# Elektronenstrahltechnik
Die Elektronenstrahltechnik ist ein Teilgebiet der Elektrotechnik.

## Beschreibung
Anwendungen und Wirkprinzipe, die die gezielte technische Emission von Elektronen zur Grundlage haben. Dabei dient das Elektron als Energiequelle für einen physikalisch oder chemisch wirksamen Prozess. Das Elektron wird dann entweder als informationsübertragendes Medium für eine Projektion (Optik) verwendet oder wirkt als energieübertragendes Medium bei verfahrenstechnischen Anwendungen auf ein Zielsubstrat ein. Es gibt diverse industrielle und wissenschaftliche Anwendungsgebiete und eine stetig weiterentwickelte Theorie, die bereits auf die Physik Ende des 19. Jahrhunderts zurückgeht.

## Wirkprinzip
Es gibt mehrere Funktionsprinzipien, um der Kathode, dem emittierenden Körper, genügend Energie zuzuführen, damit Elektronen emittiert werden können, wobei die spezifische,
materialabhängige Austrittsarbeit der Elektronen erreicht werden muss. Dabei verschleißt der emittierende Körper in Abhängigkeit von der Emissionsintensität.
Diese Prinzipien sind:
- Feldemission basierend auf elektrischer Feldstärke
- Glühemission, in der englischsprachigen Literatur auch als thermionische Emission bezeichnet, basierend auf thermischer Energie (siehe dazu Edison-Richardson-Effekt), einschließlich feldverstärkter Glühemission (siehe Schottky-Effekt)
- Sekundäremission basierend auf primären Elektronenbeschuss
- Gasentladung/Plasmaangeregte Emission, basierend auf Beschuss durch ionisierte Gase
- Photoemission basierend auf Einstrahlung durch Photonen (siehe Photoelektrischer Effekt)

All diese Prinzipien zeichnen sich durch spezifische Anwendungsgebiete aus und haben unterschiedliche Charakteristika.

### Physikalische Grundlagen
Um Elektronen als informations- oder energieübertragendes Medium zu nutzen, müssen sie zunächst aus ihrem natürlichen Zustand herausgelöst und mobilisiert werden. Dafür sind physikalische Situationen erforderlich, in denen die elektrische Feldgröße groß genug ist, um das Elektron derart zu beschleunigen, dass es aus dem Valenzband seines angestammten Platzes oder der Elektronenwolke (Metallgittermodell) entkommen kann. Dafür können günstige Bedingungen geschaffen werden, die im Einzelnen bei folgenden physikalischen Effekten beobachtet wurden, aber im Allgemeinen geht es immer um die Emission (also „Aussendung“) der Elektronen aus ihrer ursprünglichen Bindung.
- Edison-Richardson-Effekt (Emission der Elektronen)
- Schottky-Effekt (Emission der Elektronen)
- Spitzenentladung (Emission der Elektronen)
- Tunneleffekt (Emission der Elektronen)
- Feldemission (Emission der Elektronen)
- Plasma (Physik) (Emission der Elektronen in Vakuum oder ionisiertem Gas)
- Meißner-Schaltung (Emission der Elektronen)
- Boersch-Effekt (Emission der Elektronen)
- Vakuumtechnik (Stabilisierung der Elektronen, freier Flug)
- Optoelektronik (Stabilisierung der Elektronen, Fokussierung)
- Elektronenoptik (Stabilisierung der Elektronen, Fokussierung)

### Verbreitete Bauteile
Diese Bauteile sind technisch etablierte Anlagen um praktisch die Auslösung und Beschleunigung von Elektronen anzuregen,
und gezielt Nutzen daraus zu generieren. Dieser Nutzen umfasst, wie oben beschrieben, Energie- und Informationsübertragung.
- Kathode (Emissionsquelle)
- Kathodenstrahlröhre (Emissionskammer)
- Fluoreszenzanzeige (Projektionsfläche)
- Elektronenröhre (Emissionskammer)
- Magnetron (Emissionsquelle)
- Vakuumkammern für den Arbeitsprozess

## Geschichte
Wesentliche Grundlagen wurden nach der Erfindung der Glühbirne durch Edison mit der Braunschen Elektronenröhre gelegt. Diese fand unter anderem Anwendung in Rundfunktechnik. Manfred von Ardenne entwickelte die Technologie weiter und machte sie unter anderem auch für das Elektronenmikroskop und nach dem Krieg für das Schweißen, Verdampfen, Trennen (Fertigungstechnik) und Schmelzen anwendbar. Nach der Wende und friedliche Revolution in der DDR gingen viele ehemalige Mitarbeiter aus dem privaten Forschungsinstitut „Manfred von Ardenne“ im neu gegründeten Fraunhofer-Institut für Elektronenstrahl- und Plasmatechnik Dresden auf, und eine wegweisende Arbeit aus dem Jahre 1975 wurde 1995 in fast unveränderter Form neu aufgelegt. In der Zwischenzeit wurde die Anwendung von Elektronenstrahltechnik im industriellen Bereich immer verbreiteter, und es finden inzwischen regelmäßige Symposien in den Vereinigten Staaten von Amerika und Ost-Asien zum Thema statt, sodass die Technologie weiter entwickelt wird. Neue Bereiche sind Medizintechnik und Luft- und Raumfahrttechnik.
Für die konkrete praktische Anwendung des Auslösens von Elektronen haben sich die folgenden Personen besonders verdient gemacht, daher sind diese Seiten als weiterführende Links zum Zusammengefassten zu empfehlen:
- Thomas Edison (Feldemission)
- Heinrich Hertz (Weiterentwicklung)
- Ferdinand Braun (Kathodenröhre)
- Heinrich Barkhausen (Elektronenröhrencharakterisierung)
- Max Dieckmann (Fernseher aus braunscher Kathodenröhre)
- Erwin Wilhelm Müller („Erster Mensch, der ein Atom gesehen hat“ – erfand das Elektronenfeldmikroskop)
- Manfred von Ardenne (Weiterentwicklung Fernseher, Mikroskope, Verfahrenstechnische Anwendbarkeit)

## Anwendung als Informationsmedium
Elektronen können neben der Energieübertragung auch für die Informationsübertragung eingesetzt werden.
Zuerst konnten Elektronenwellen in der Luft für frühe Formen des Radios zum Einsatz kommen, siehe frühere Radiotechnologie.
Kurz darauf wurde mithilfe von Elektronen eine Bildgebende Informationsausgabe erarbeitet.
Hierfür maßgeblich ist die gezielte und getaktete Auslenkung von Elektronen in ihrer Flugbahn über elektrische Felder
mit Hilfe von Elektromagneten. Auf diese Weise konnten Röhrenmonitore entstehen, und die Informationen konnten bildlich dargestellt werden, siehe hierzu Bildröhren-Fernseher Surface-Conduction-Electron-Emitter-Display, sowie zum Beispiel das damit realisierte Oszilloskop.

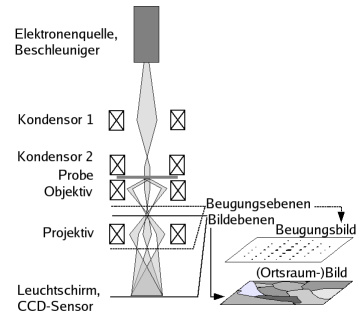
Strahlengang im TEM mit kristallinem Objekt, vereinfacht dargestellt. Das Abbildungssystem ist zweistufig (Objektiv und ein Projektiv) und erzeugt daher im Abbildungsmodus zwei Beugungs- und zwei Ortsraumbilder. Wird die Projektivlinse geringer angeregt (Erhöhung der Brennweite), verschiebt sich das zweite Beugungsbild nach unten und kann am Detektor registriert werden (Beugungsmodus).

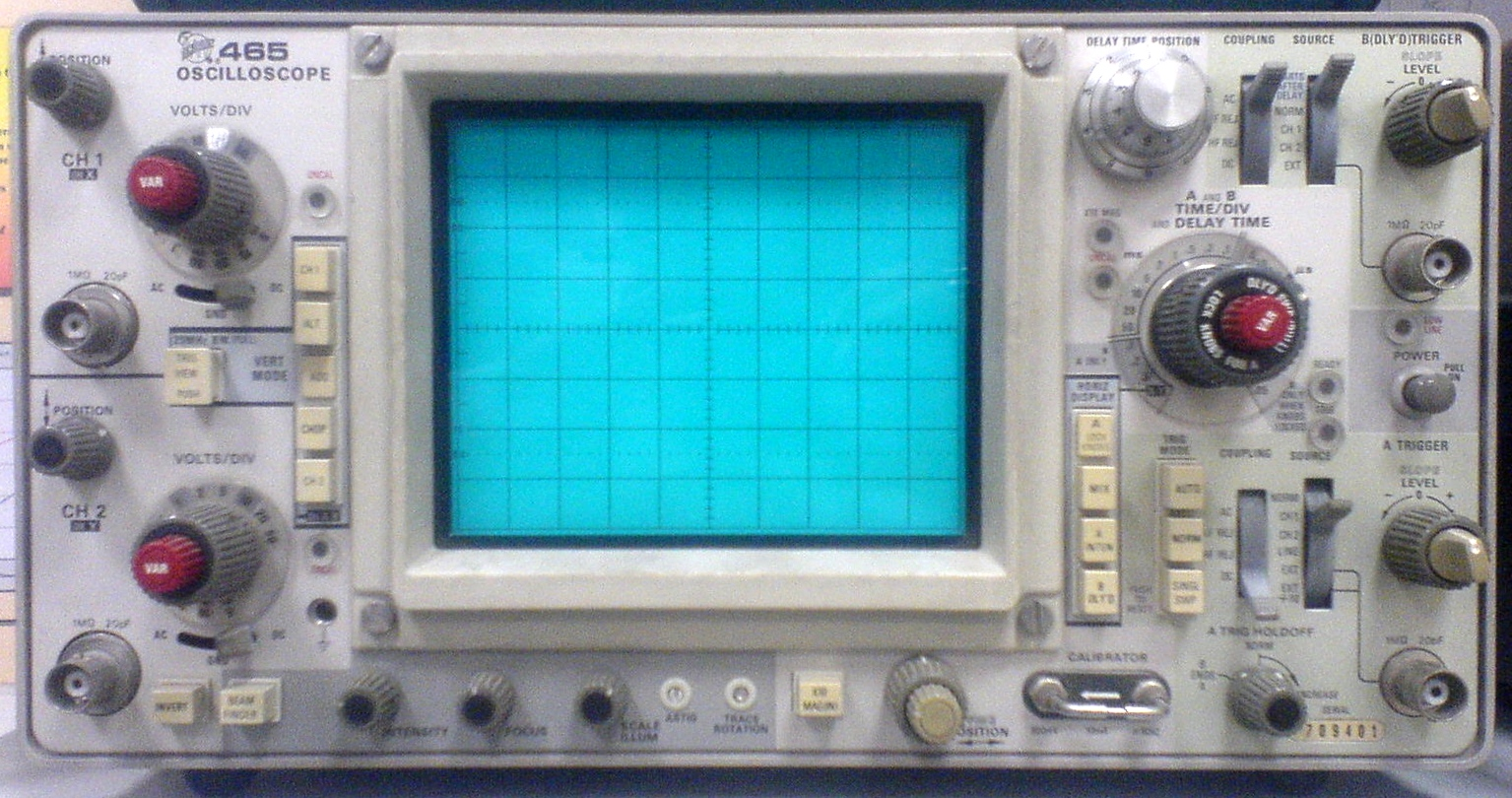
Analoges Oszilloskop aus den 1970er Jahren mit Röhrenanzeige

Schließlich können Elektronen auch nicht nur zum Empfang von Signalen eines Senders, also Übertragungsmedium, sondern auch direkt zum Abtasten von Oberflächen (zum Beispiel Elektronenmikroskop, Feldelektronenmikroskop und Röntgengeräte) bzw. zum gezielten physischen Beschuss im Sinne einer Bearbeitung von Werkstoffen Elektronenstrahllithografie eingesetzt werden.

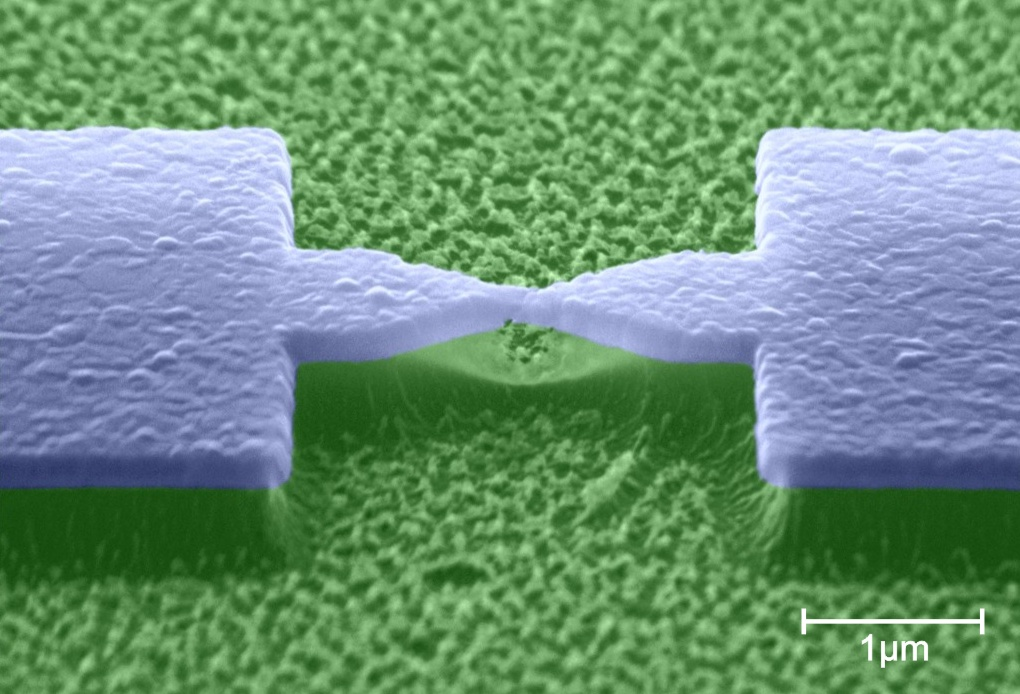
Fertige Nanobrücke aus Aluminium auf der Polyimid-Unterlage, betrachtet im REM (künstlich eingefärbt)

## Anwendung als Energieträger in Ingenieurtechnischen Produktionsverfahren
Der Einsatz der Elektronenstrahltechnik im Bereich der Produktion ist ein Teilgebiet der Produktionstechnik,
einem physikbetonten Bereich des allgemeinen Maschinenbaus, der sich teilweise mit der Verfahrenstechnik überschneidet.
Zusammen mit anderen Verfahren dient es der Herstellung von Gütern zur Befriedigung von Interessen im Rahmen eines Wirtschaftskreislaufes.
Siehe Elektronenstrahl-Materialbearbeitung

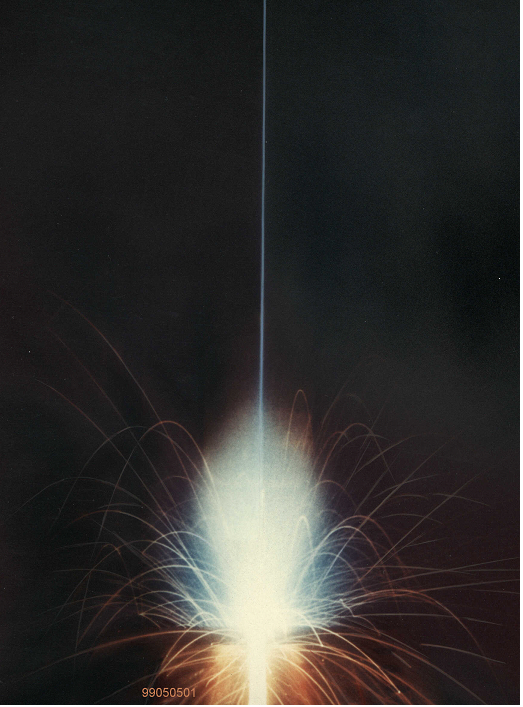
Elektronenstrahl im Vakuum
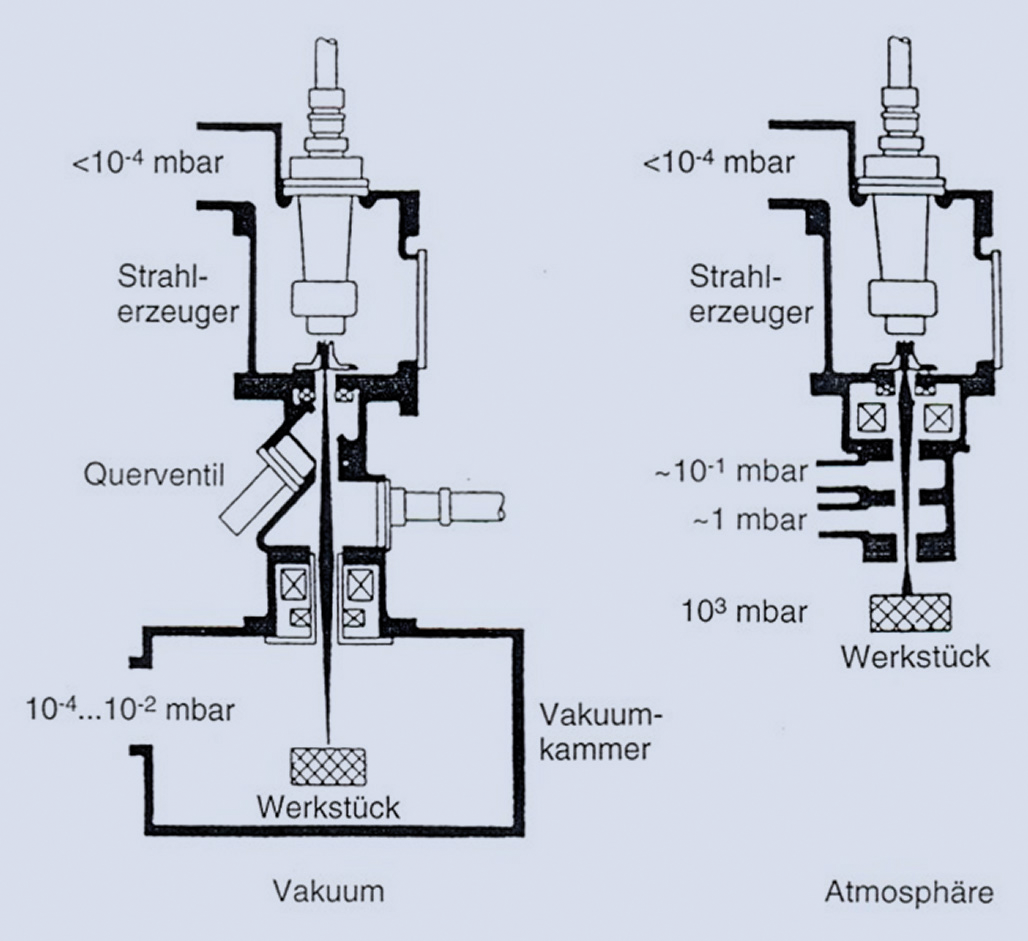
Varianten des Elektronenstrahlschweißens
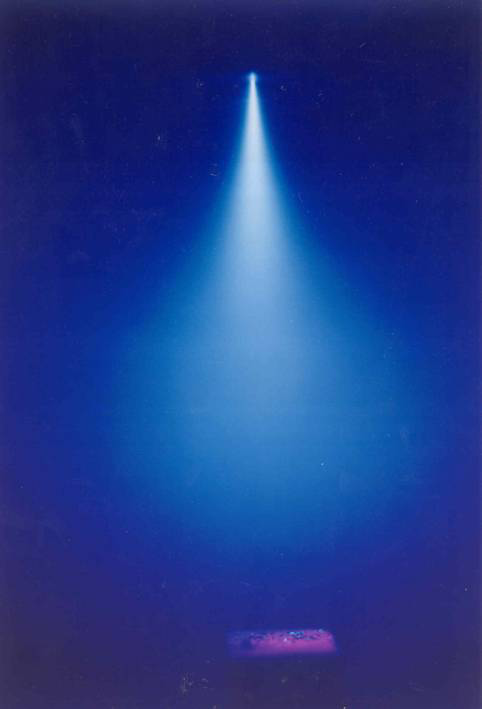
Elektronenstrahl an Atmosphäre

- Verdampfungsanlagen Elektronenstrahlverdampfen
- Schmelzanlagen Elektronenstrahlschmelzen
- Bearbeitungsanlagen (Trennen/Schneiden)
- Schweißanlagen
- Beschichtungsanlagen
- als strahlenchemische (biozide) Behandlung von Saatgut